# Scott Weiland

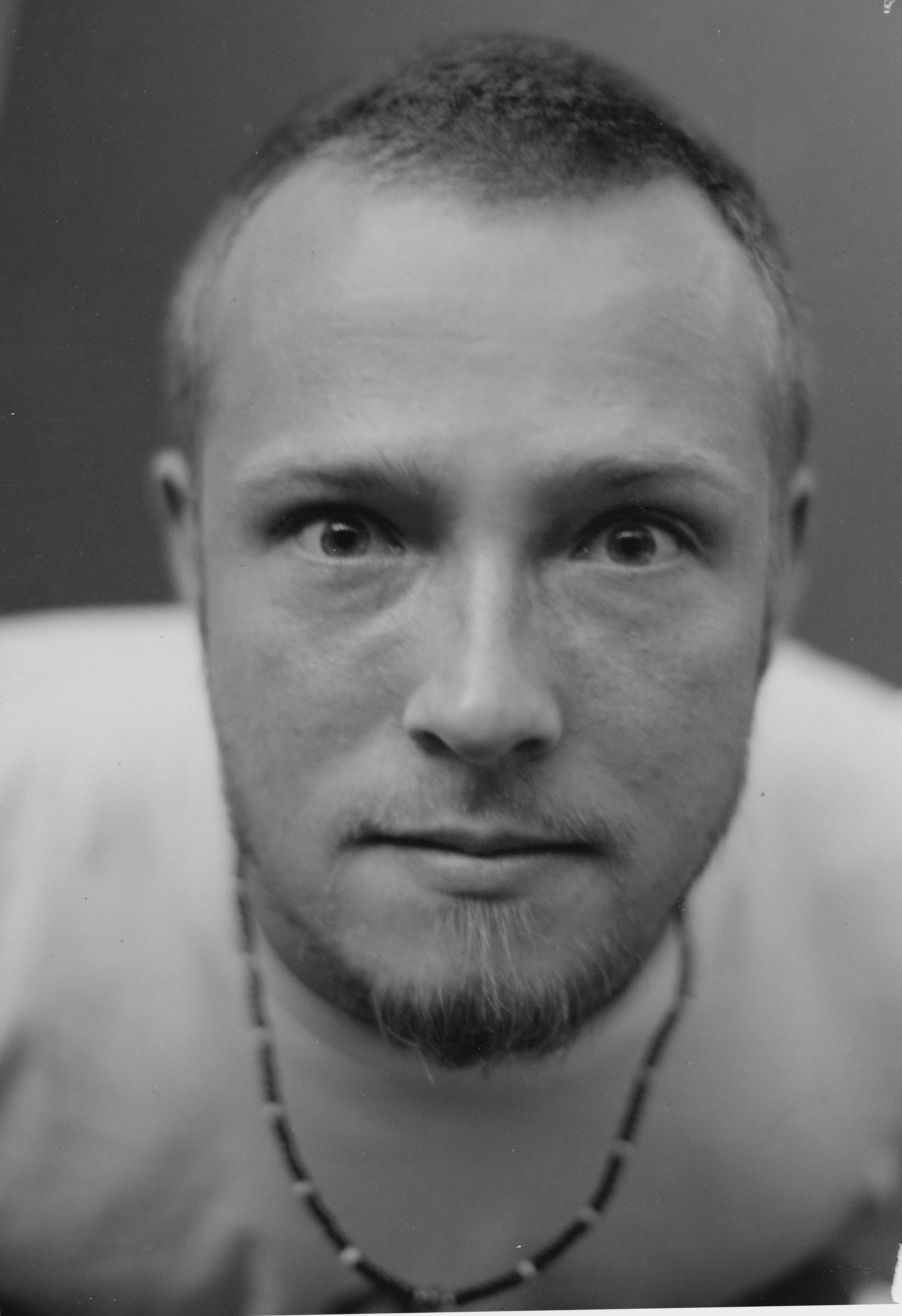
Scott Weiland, 1994

Scott Richard Weiland (* 27. Oktober 1967 in San José, Kalifornien als Scott Richard Kline; † 3. Dezember 2015 in Bloomington, Minnesota) war ein amerikanischer Rockmusiker. Bekannt wurde er vor allem als Sänger der Band Stone Temple Pilots. 1993 und 2004 wurde er jeweils mit dem Grammy Award ausgezeichnet.

## Leben
Scott Weiland wurde als Sohn von Kent Kline und Sharon Williams als Scott Richard Kline geboren. Zwei Jahre nach seiner Geburt ließen sich die Eltern scheiden. Im Alter von fünf Jahren erhielt Scott den Familiennamen seines Stiefvaters Dave Weiland, nachdem dieser ihn adoptiert hatte. Die Familie zog später nach Chagrin Falls, Ohio und kehrte 1983 nach Kalifornien zurück, als Scott 14 Jahre alt war; sie ließ sich in Huntington Beach nieder.

### Durchbruch mit den Stone Temple Pilots (bis 2003)

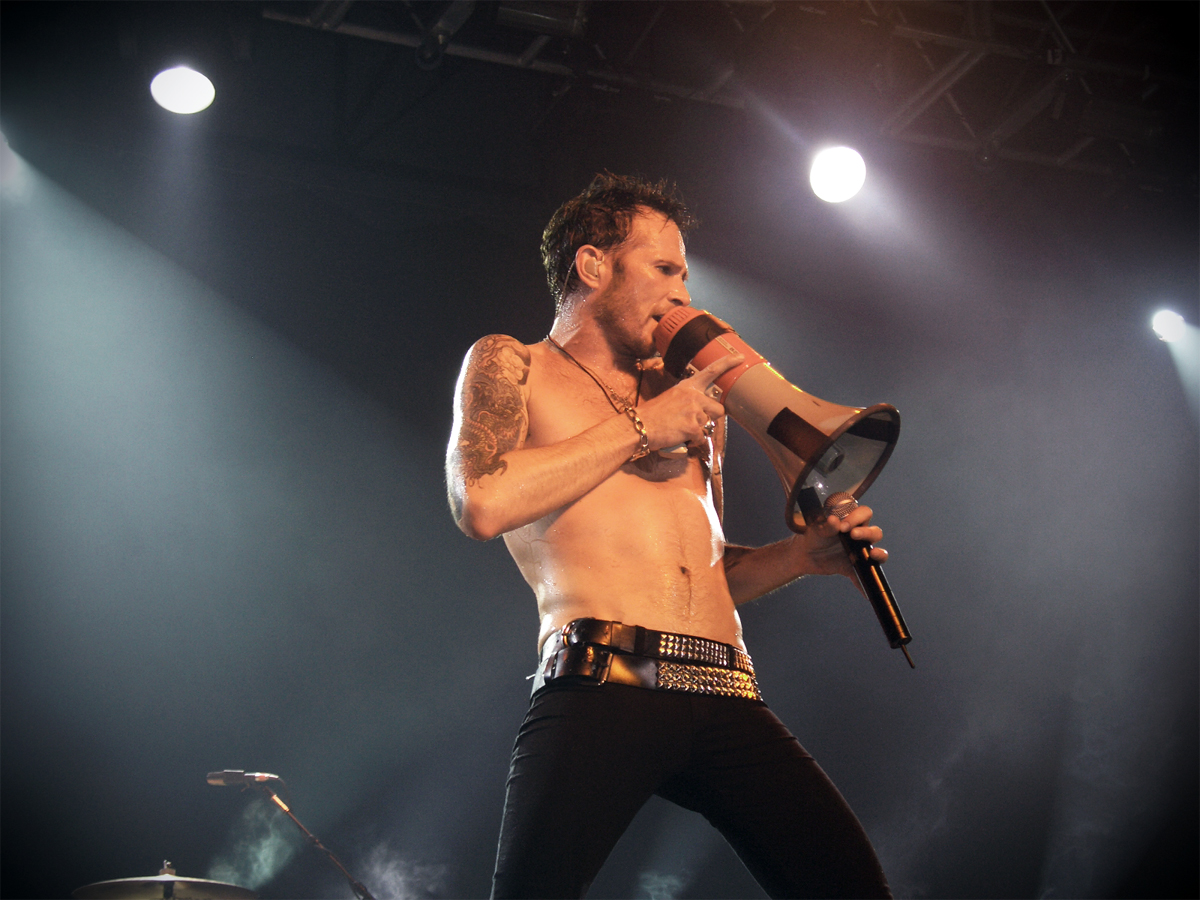
Typische Weiland-Pose: Verstärkung des Gesangs durch den Einsatz eines Megafons

1987 gründete Weiland mit den Brüdern Dean und Robert DeLeo sowie Eric Kretz die Band Mighty Joe Young, aus der die Stone Temple Pilots wurden. 1992 gelang der Band der internationale Durchbruch. Nach großen Erfolgen in den 1990er Jahren und fünf Studioalben löste sich die Gruppe 2003 auf.
Im August 1993 nahm Weiland in einem Hotelzimmer in New York erstmals Heroin und wurde sehr rasch abhängig; eine Entziehungskur blieb 1994 erfolglos. 1995 wurde der Sänger erstmals wegen des Besitzes von Heroin und Crack verhaftet. Im März 1998 erschien Weilands erstes Soloalbum, 12 Bar Blues, das einen experimentelleren Sound als die Musik seiner damaligen Hauptband aufwies und kein großer kommerzieller Erfolg wurde. 1999 war er für kurze Zeit im Gefängnis, da er gegen Bewährungsauflagen verstieß. Im November 2000 trat Weiland einmalig mit den verbliebenen Mitgliedern der Doors auf; seine Performance wurde sehr gelobt. 2001 wurde er verhaftet, nachdem er eine tätliche Auseinandersetzung mit seiner Frau im Hard Rock Hotel Las Vegas hatte. Seine Frau reichte daraufhin die Scheidung ein. Statt angeklagt zu werden, musste Weiland an einem Beratungsprogramm teilnehmen. Im Mai 2003 wurde Weiland unter Drogeneinfluss am Steuer festgenommen, da er ohne Licht fuhr. Kurz zuvor hatte er einen Entzug abgebrochen.

### Velvet Revolver (2003–2008)
Weiland stieg nach dem vorläufigen Ende der Stone Temple Pilots 2003 bei Velvet Revolver ein, einer All-Star-Band bestehend aus den Ex-Guns-n’-Roses-Mitgliedern Slash, Matt Sorum und Duff McKagan sowie Dave Kushner (ehemals Suicidal Tendencies).
Am 8. Juni 2004 erschien das Album Contraband, das in den Vereinigten Staaten die Spitzenposition der Albumcharts erklimmen konnte. Die Single Slither wurde 2005 mit einem Grammy ausgezeichnet. In Deutschland erreichte das Album Platz 7.
Am 3. Juli 2007 folgte das Album Libertad. Nach der Tour trennten sich die Wege der Musiker jedoch, und Weiland kehrte zeitweilig zu seiner alten Band zurück.
Wegen seiner langjährigen Drogensucht, die er wiederholt überwunden zu haben behauptete, und seines manchmal aufbrausenden Temperaments sorgte er immer wieder für Schlagzeilen und musste aus denselben Gründen mehrmals vor Gericht erscheinen. Ab April 2008 war er kein Mitglied von Velvet Revolver mehr, wofür seine ehemaligen Bandkollegen seinen Drogenkonsum verantwortlich machten.
Am 12. Januar 2012 trat Weiland noch einmal mit der Band auf. Anlass war der Tod von John O’Brien, Komponist und Freund der Band. Dies führte zu Reunion-Gerüchten rund um die Band, die seit der Trennung von Weiland keinen neuen Sänger fand und sich schließlich auflöste.

### Wiedervereinigung mit den Stone Temple Pilots (2008–2013)

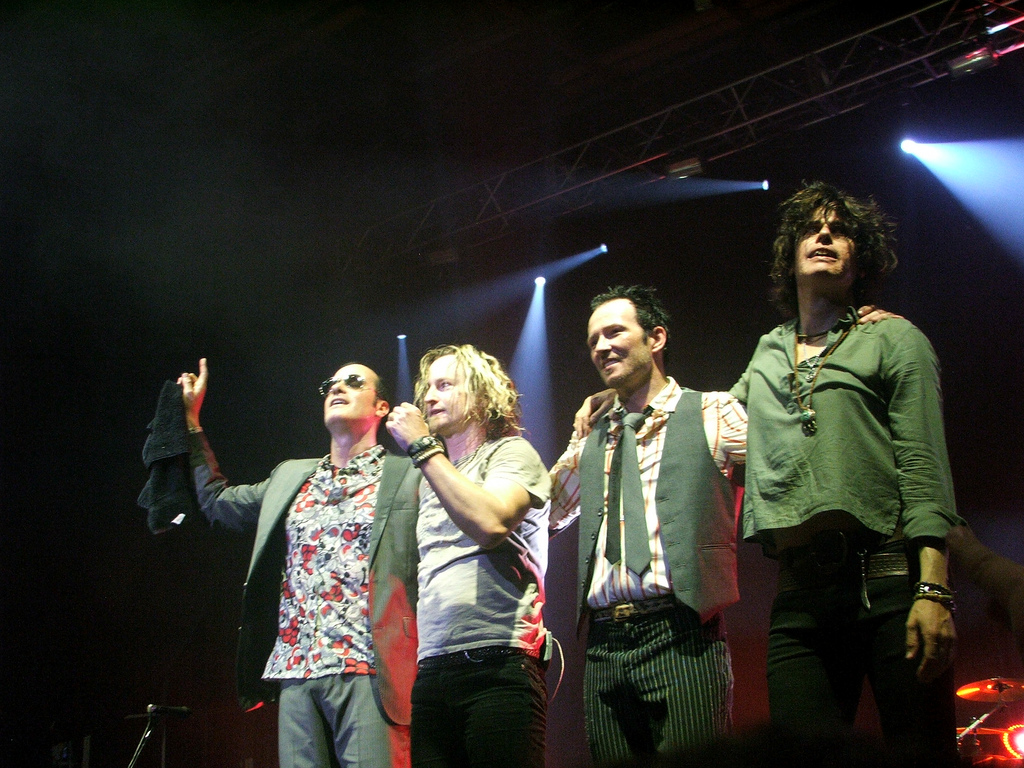
Weiland (2. v. r.) mit den Stone Temple Pilots, 2010

Im Frühling 2008 kam es zu einer Reunion der 2003 aufgelösten Stone Temple Pilots mit Weiland am Mikrofon, und 2010 erschien ein neues Studioalbum. Am 28. Februar 2013 gab die Band über ihre Website bekannt, dass man sich per „offizieller Kündigung“ von Weiland getrennt hätte. Gründe hierzu wurden zunächst nicht angegeben. Später nannten die verbliebenen Bandmitglieder Weilands wachsende Unberechenbarkeit und Unzuverlässigkeit, die zur Absage mehrerer Auftritte geführt hätte. Weiland zeigte sich in einer ersten Reaktion überrascht. Am 19. Mai 2013 wurde bekannt, dass Chester Bennington neuer Sänger der Stone Temple Pilots geworden war.
Im Januar 2009 erschien Weilands zweites Soloalbum „Happy“ in Galoshes. 2011 veröffentlichte Weiland ein Weihnachtsalbum, das Most Wonderful Time of the Year heißt und zehn Tracks beinhaltet, sowie ein exklusives Download-Album, das New – A Compilation of Scott Weiland’s Cover Songs heißt und zwölf Coversongs (von unter anderem Nirvana, Depeche Mode oder den Rolling Stones) enthält.

### Karriere nach den Stone Temple Pilots und Tod (2013–2015)
Im August 2014 berichtete die Website TMZ.com, dass Weiland einen Monat zuvor in Beverly Hills, Kalifornien verhaftet worden sei, nachdem die Polizei Methamphetamin und andere verbotene Substanzen bei ihm gefunden habe. Er wurde gegen eine Kaution von 95.000 US-Dollar aus dem Gefängnis entlassen. Noch im selben Jahr sagte er in Interviews, er sei wieder clean. Kurze Zeit später meldete sich Weiland aus seinem Studio: Er bezeichnete den TMZ-Bericht über seine Drogenprobleme als Lüge und kündigte rechtliche Schritte an.
2015 veröffentlichte er das Album Blaster mit seiner neuen Band The Wildabouts. Nur einen Tag vor der Veröffentlichung verstarb am 30. März 2015 Gitarrist Jeremy Brown aufgrund einer Drogen-Überdosis im Alter von 34 Jahren. Auch Weiland selbst zeigte Anzeichen gesundheitlichen Verfalls und traf bei Konzerten mitunter die Töne nicht mehr. Im selben Jahr hatte er zudem mit der Supergroup Art of Anarchy ein selbstbetiteltes Album aufgenommen und veröffentlicht.
Weiland starb am 3. Dezember 2015 im Alter von 48 Jahren an den Folgen eines Drogencocktails aus Crack, Ecstasy (MDMA) und Alkohol. Er wurde kurz vor einem Auftritt in Bloomington, Minnesota in seinem Tourbus tot aufgefunden. Er hinterließ seine Ehefrau Jamie Weiland sowie zwei Kinder aus einer früheren Ehe mit Mary Forsberg Weiland. Im Zusammenhang mit dem Tod von Weiland wurde Tommy Black, Bassist der Band, aufgrund von Drogenbesitz verhaftet.

## Diskografie
- 1998: 12 Bar Blues
- 2000: Hold On (zusammen mit Limp Bizkit)
- 2009: “Happy” in Galoshes
- 2011: Most Wonderful Time of the Year
- 2011: New – A Compilation of Scott Weiland’s Cover Songs (Download-Album)
- 2015: Blaster (als Scott Weiland & the Wildabouts)

## Auszeichnungen und Nominierungen

### Grammy Awards
Auszeichnungen:
- 1993: Best Hard Rock Performance With Vocal als Teil der Stone Temple Pilots für die Single Plush
- 2004: Best Hard Rock Performance als Teil von Velvet Revolver für die Single Slither

Nominierungen:
- 2000: Best Hard Rock Performance als Teil der Stone Temple Pilots für die Single Down
- 2004: Best Rock Song als Teil von Velvet Revolver für die Single Fall to Pieces
- 2004: Best Rock Album als Teil von Velvet Revolver für das Album Contraband
- 2010: Hard Rock Performance als Teil der Stone Temple Pilots für die Single Between the Lines

## Veröffentlichungen
- mit David Ritz: Not Dead & Not for Sale. A Memoir. Canongate Books. Edinburgh 2011. ISBN 978-1-84195-990-0